# ایوارس لازنیکس
ایوارس لازنیکس (انگلیسی: Aivars Lazdenieks؛ زادهٔ ۲۶ february ۱۹۵۴ (۷۱ سال)) ورزشکار روئینگ اهل اتحاد جماهیر شوروی سوسیالیستی است.
وی در مسابقات کشوری و بین‌المللی در مجموع برندهٔ ۱ مدال نقره، ۱ مدال برنز شده‌است.